# 자니 카사나보이드
자니 카사나보이드(영어: Janee' Kassanavoid, 1995년 1월 19일 ~ )는 미국의 육상 선수로 주 종목은 해머던지기이다. 

## 경력
2022년 세계 육상 선수권에서 동메달을 획득하였다.